# Mexobisium guatemalense
Espèce
Mexobisium guatemalense est une espèce de pseudoscorpions de la famille des Bochicidae.

## Distribution
Cette espèce est endémique du département d'Alta Verapaz au Guatemala. Elle se rencontre dans les grottes Grutas de Lanquín.

## Description
La femelle holotype mesure 3,55 mm.

## Étymologie
Son nom d'espèce, composé de guatemal[a] et du suffixe latin -ensis, « qui vit dans, qui habite », lui a été donné en référence au lieu de sa découverte, le Guatemala.

## Publication originale
- Muchmore, 1973 : The pseudoscorpion genus Mexobisium in Middle America (Arachnida, Pseudoscorpiones). Bulletin of the Association for Mexican Cave Studies, no 5, p. 63-72 (texte intégral).